# Buxus wallichiana
Buxus wallichiana är en buxbomsväxtart som beskrevs av Henri Ernest Baillon. Buxus wallichiana ingår i släktet buxbomar, och familjen buxbomsväxter. Inga underarter finns listade i Catalogue of Life.

## Bildgalleri

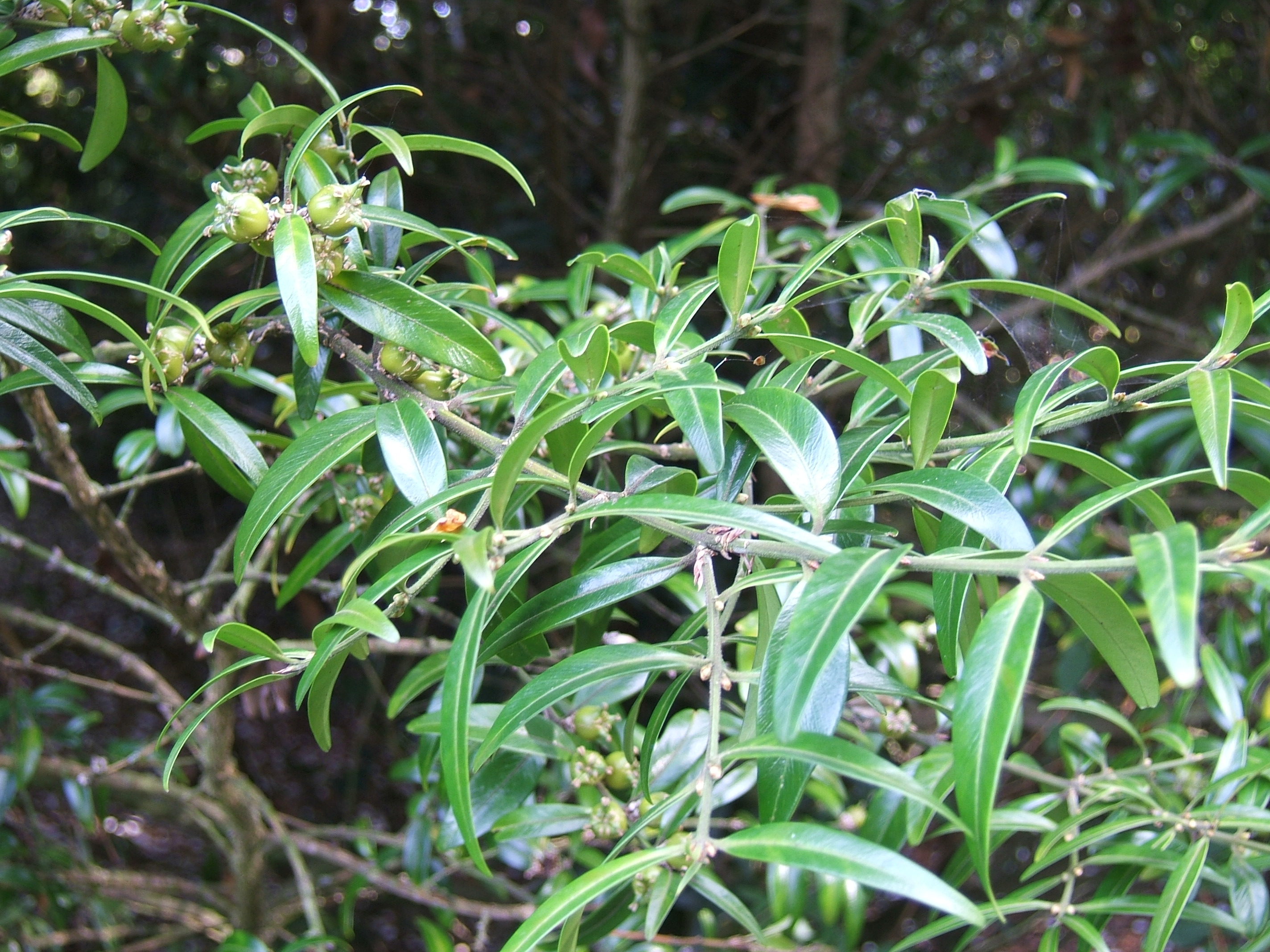